# Challenger de Busan 2024
El torneo Busan Open 2024 fue un torneo de tenis perteneció al ATP Challenger Tour 2024 en la categoría Challenger 125. Se trató de la 21ª edición; el tuvo lugar en la ciudad de Busan (Corea del Sur), desde el 8 hasta el 14 de abril de 2024 sobre pista dura al aire libre.

## Jugadores participantes del cuadro de individuales
| Preclasificado | País                                  | Jugador         | Rank1 | Posición en el torneo |
| 1              | Bandera de Australia                  | James Duckworth | 105   | Semifinales           |
| 2              | Bandera de Finlandia                  | Otto Virtanen   | 165   | Primera ronda         |
| 3              | Bandera de Japón                      | Sho Shimabukuro | 169   | Primera ronda         |
| 4              | Bandera de Italia                     | Mattia Bellucci | 178   | Primera ronda         |
| 5              | Bandera de la República Popular China | Yunchaokete Bu  | 179   | Primera ronda         |
| 6              | Bandera de Sudáfrica                  | Lloyd Harris    | 181   | Cuartos de final      |
| 7              | Bandera de Australia                  | Li Tu           | 186   | Primera ronda         |
| 8              | Bandera de Hong Kong                  | Coleman Wong    | 192   | Cuartos de final      |

- 1 Se ha tomado en cuenta el ranking del 1 de abril de 2024.

### Otros participantes
Los siguientes jugadores recibieron una invitación (wild card), por lo tanto ingresan directamente al cuadro principal (WC):
- Hong Seong-chan
- Nam Ji-sung
- Roh Ho-young

Los siguientes jugadores ingresan al cuadro principal tras disputar el cuadro clasificatorio (Q):
- Altuğ Çelikbilek
- Chung Yun-seong
- Blake Ellis
- Yankı Erel
- Paul Jubb
- Rio Noguchi

## Campeones

### Individual Masculino
- Yasutaka Uchiyama derrotó en la final a  Seong-chan Hong por 7–6(4), 6–3

### Dobles Masculino
- Ray Ho /  Ji-sung Nam derrotaron en la final a  Yun-seong Chung /  Yu-hsiou Hsu por 6–2, 6–4